# Letramento digital

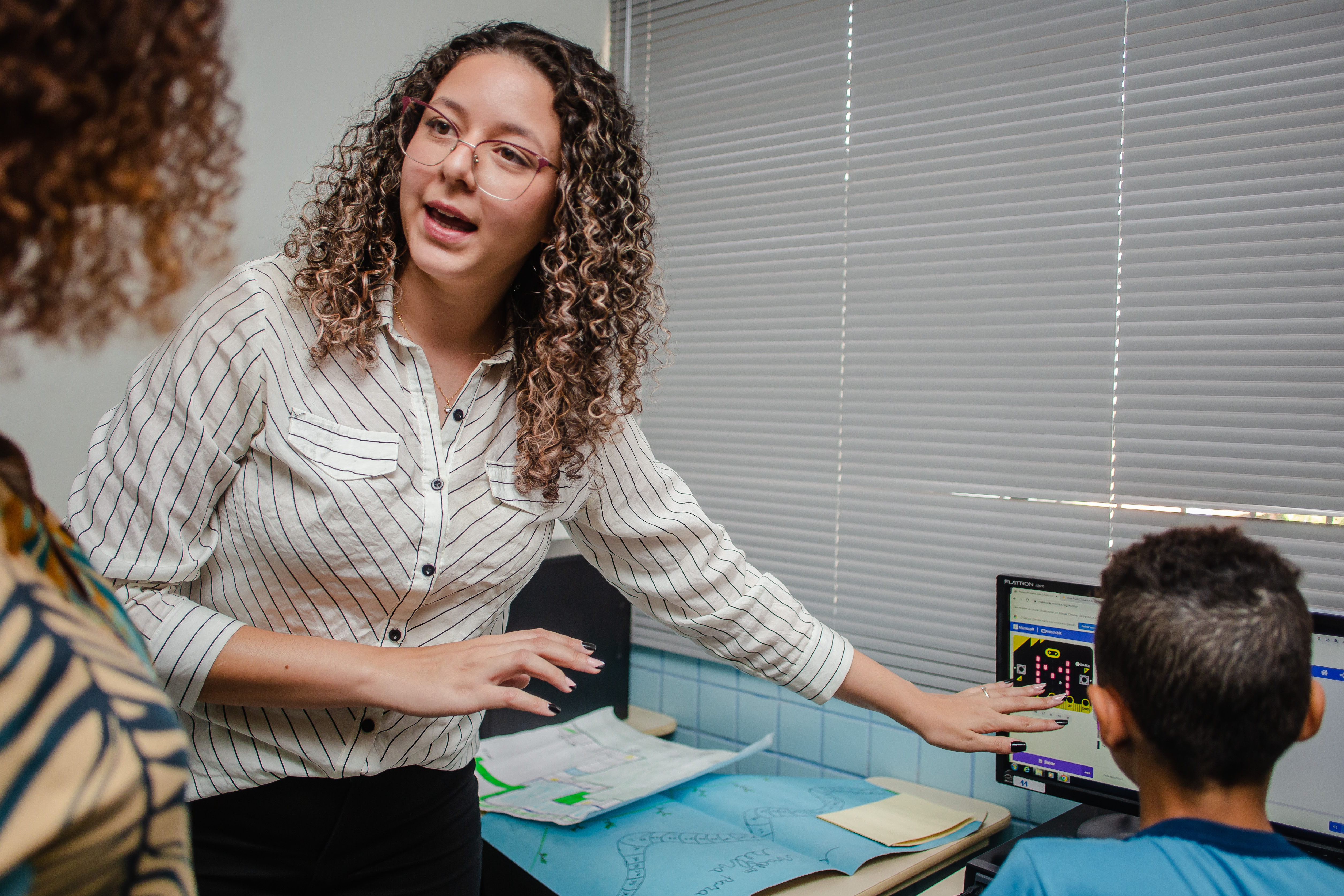
Letramento Digital na Escola Municipal Maestro Roberto Pereira

Letramento digital é a habilidade de inserir-se nas práticas sociais digitais através da leitura e da escrita. Este conceito emergiu no cenário lusófono como tradução do que no mundo anglosaxão foram os New Literacy Studies (NLS)/ ou estudos do Letramento, como uma reflexão a partir das multiplas possibilidades oferecidas pelas Novas Tecnologias da informação e comuniação (TICs) na contemporaneidade, na area da educação, o que acarretou em mudanças no modo de produção e circulação de informações.   Essa corrente do pensamento pedagógico propõe que há uma reconfiguração da noção de espaço e de tempo a partir da multissemiose dos textos digitais, nos quais a leitura não se limita ao textual, mas está relacionada com outras modalidalidades da linguagem e com multiplas semioses. 

## Descrição
Segundo Aquino (2003, apud Glotz e Araújo), "letramento digital significa o domínio de técnicas e habilidades para acessar, interagir, processar e desenvolver multiplicidade de competências na leitura das mais variadas mídias. Um indivíduo [...] precisa também ter capacidade para localizar, filtrar e avaliar criticamente informação disponibilizada eletronicamente e ter familiaridade com as normas que regem a comunicação com outras pessoas através dos sistemas computacionais".
Xavier (2002) e Buzato (2003) afirmam que o letramento digital pressupõe o domínio das ferramentas digitais, mas de forma a garantir as práticas letradas, atribuindo sentido ao que se lê e escreve na tela, habilidades essas que envolvem a compreensão do emprego de imagens, sons, a não linearidade dos hipertextos, a seleção e avaliação das informações.
Para Xavier (2002, p. 2) “ser letrado digital pressupõe assumir mudanças nos modos de ler e escrever os códigos e sinais verbais e não verbais, como imagens e desenhos, se compararmos às formas de leitura e escrita feitas no livro, até porque o suporte sobre o qual estão os textos digitais é a tela, também digital”.
Para Coscarelli (2005) e Ribeiro (2013), "Letramento digital diz respeito às práticas sociais de leitura e produção de textos em ambientes digitais, isto é, ao uso de textos em ambientes propiciados pelo computador ou por dispositivos móveis, tais como celulares e tablets, em plataformas como e-mails, redes sociais na web, entre outras". De acordo com elas, "Ser letrado digital implica saber se comunicar em diferentes situações, com propósitos variados, nesses ambientes, para fins pessoais ou profissionais. Uma situação seria a troca eletrônica de mensagens, via e-mail, sms, WhatsApp. A busca de informações na internet também implica saber encontrar textos e compreendê-los, o que pressupõe selecionar as informações pertinentes e avaliar sua credibilidade".
Para ser considerado letrado em algo, o indivíduo precisa ser competente para usar a leitura e a escrita em diferentes práticas sociais. Saber usar o computador, bem como smartphones e tablets como ferramentas, é um dos elementos que caracteriza um letrado digital. Mas, para ser letrado digital, é necessário ser, antes, letrado no idioma, para que seja possível manusear as Tecnologias de Informação e Comunicação (TICs), utilizá-las de forma consciente e crítica e explorar suas potencialidades.

## Práticas e Eventos de Letramento digital
No contexto do Letramento digital, é preciso tratar de conceitos como Práticas de Letramento Digital (PLD) e Eventos de Letramento Digital (ELD), propostos por Souza (2016) a partir da atualização para a cultura digital dos conceitos originados em um conjunto de pesquisas que ocorreram durante os Novos Estudos do Letramento: Práticas de Letramento (cunhado por Brian Street) e Eventos de Letramento (cunhado por Shirley Brice Heath).
Kleiman (2005) afirma que Práticas de Letramento são um "Conjunto de atividades envolvendo a língua escrita para alcançar um determinado objetivo numa determinada situação, associadas aos saberes, às tecnologias e às competências necessárias para a sua realização." Como exemplo, a autora cita uma aula presencial. Nessa seara, Práticas de Letramento Digital, de acordo com Souza (2016), estão "Situadas no contexto da cibercultura, englobam as concepções que as configuram e as ações dos participantes em situações de aprendizagem com o uso de Mídias Digitais". Como exemplo, podemos citar uma aula virtual.
Por sua vez, Evento de Letramento é "uma situação de interação mediada pelo texto escrito, uma ferramenta conceitual para examinar dentro de comunidades específicas de uma determinada sociedade, as formas e funções das tradições orais e letradas e as relações coexistentes entre a linguagem falada e escrita" (HEATH, 1982, apud FERNANDES; CRUZ; AMANTE, 2017, p. 84).. Como exemplo, podemos citar tomar notas durante uma aula. Nessa seara, Eventos de Letramento Digital é uma "situação em que um suporte, portador ou interface digital se torna parte integrante da interação entre os participantes e seus processos interpretativos" Como exemplo, podemos citar a participação de alunos em um fórum de discussão ou chat.

## Letramento digital e sala de aula
A cultura de letramentos nos leva a uma reflexão da prática do professor que também precisa se atualizar e dominar novas habilidades e fazer com que o aluno possa “analisar e se posicionar reflexivamente diante dos textos... e, sobretudo, tem de lidar com os multiletramentos exigidos pelas mudanças sociais” (ANSTEY; BULL, 2006).
As reflexões trazidas por Ferreira e Orlando (2013) defendem a aprendizagem da língua de modo plural, já que estamos vivendo num turbilhão de mudanças, com novas tecnologias surgindo a cada segundo. Hoje, com as novas demandas, é importante repensar o fazer em sala de aula, tendo um professor que desenvolva as suas práticas dentro de um ambiente mais colaborativo, crítico e reflexivo. Logo, o professor deve estar bem preparado para atuar diante de novos desafios no exercício de sua profissão (BORBA; ARAGÃO, 2009).
Diante desse contexto, um olhar atento para as novas tecnologias é necessário, pois essas vêm exercendo grandes mudanças nas mais variadas instâncias da vida social (COPE; KALANTZIS, 2000). Muitos alunos já estão imersos na “era digital” e “para eles, fazer é mais importante do que saber" (FIELDHOUSE; NICHOLAS, 2008).
No que diz respeito a essa imersão dos alunos na "era digital", resiste, ainda, de certa forma, o consenso equivocado quanto a alunos saberem mais de tecnologias digitais do que os professores. Sobre isso, Dudeney, Hockly e Pegrum (2016, p. 65), retomam termos como “nativos digitais” e “geração internet” para nos lembrar que as habilidades dos estudantes, em geral, não têm objetivos educacionais. E é nessa lacuna que entra o professor, quem vai mediar a relação aluno e tecnologias digitais, propondo didaticamente os objetivos educacionais a serem alcançados com determinada atividade. As tecnologias digitais, entendidas como potencializadoras dos recursos existentes que contribuem para a aprendizagem, igualmente devem servir como potencializadoras da capacidade do aluno em lidar com as ferramentas tecnológicas de forma segura e responsável, valendo-se delas para aprendizagens diversas.  
Kenski (2012) ressalta que as tecnologias precisam ser compreendidas e incorporadas pedagogicamente. Além de compreender a tecnologia como uma ferramenta de aprendizagem, é necessário que o professor incorpore as ferramentas tecnológicas em sua metodologia, tendo vista sua forte influência na vida dos alunos. É importante ressaltar que a pura inserção dessas novas tecnologias em sala de aula não é o suficiente, pois não se trata da simples troca de um suporte, mas de uma ferramenta que, quando integrada às práticas docentes, pode se tornar uma grande aliada da aprendizagem.
Neste sentido, de acordo com a professora Ana Elisa Ribeiro, um ponto fundamental para levar práticas e oportunidades de letramento digital para a escola é ter a instituição como um espaço permeado por tecnologias. “Essas ferramentas deveriam ser parte da infraestrutura, e não um diferencial entre uma escola ou outra. As Tecnologias Digitais de Informação e Comunicação (TDIC) deveriam ser entendidas como as paredes, as carteiras e a lousa”, afirma.

## Impacto na Educação
O letramento digital tem um impacto profundo e multifacetado em diversas áreas da sociedade moderna, dentre elas a Educação, que tem transformado e revolucionado as práticas pedagógicas, facilitando o acesso a recursos educacionais online, plataformas de aprendizado digital e novas metodologias de ensino.
Diante disso, a inclusão de tecnologias digitais nas escolas desempenha um papel crucial na redução das disparidades educacionais e na promoção da igualdade de oportunidades. Como é o casa das plataformas digitais que oferecem acesso a uma vasta gama de recursos educativos, como livros, artigos, vídeos e cursos online gratuitos, que podem ser utilizados por estudantes de todas as origens socioeconômicas.
Muitos governos e organizações privadas estão implementando programas para fornecer dispositivos digitais e acesso à internet para estudantes de famílias de baixa renda. 
Países como a Estônia e a Coreia do Sul têm investido pesadamente em infraestrutura de e-learning, resultando em altos níveis de inclusão digital e sucesso acadêmico.
Programas como o "One Laptop per Child" (OLPC) visam fornecer laptops a alunos de regiões desfavorecidas, melhorando significativamente suas oportunidades educacionais.

## Ampliando o conceito de letramento digital
Conforme  pontuaram Dudeney, Hockly e Pegrum (2016), os letramentos digitais podem ser didaticamente classificados pelos focos de Linguagem, Informação, Conexões e (Re)desenho. No foco Linguagem, estão relacionados: letramento impresso, em SMS, em hipertexto, em multimídia, em jogos, móvel e em codificação. No foco Informação, estão agrupados: letramento classificatório, em pesquisa, em informação, em filtragem. No foco Conexões, letramento pessoal, em rede, participativo e intercultural. E, no foco (Re)desenho, o letramento remix. Em cada um desses focos há sempre uma complexidade crescente entre os letramentos, do primeiro ao último, como por exemplo no Foco Linguagem: do letramento impresso ao letramento em codificação.
Ramal (2002, p. 84) aponta que, assim como o hipertexto, nossa forma de leitura e escrita estão se aproximando da forma como pensamos, não existindo limites para a imaginação e a criatividade, fazendo junção e composição de leituras diversas.

## Os novos letramentos digitais
Ao tratar dos novos letramentos digitais, os quais estão inseridos no contexto da web 2.0, Moita Lopes (2010) reconhece-os como ambientes que possibilitam debates políticos, tais como as ágoras e os moinhos medievais. Os novos letramentos digitais podem ser, então, considerados como espaços de discussão, de reinvenção social, de agenciamento e de transgressão. Nesse sentido, percebe-se a mudança de ethos dos usuários das novas tecnologias, ao passo que deixam de ser apenas consumidores para, no contexto da web 2.0 (com os ambientes de afinidades – tais como as redes sociais e os blogs, por exemplo –, nas wikis, fan-fiction etc.), assumirem também o papel de produtores de sentido, logo, constituindo o ethos colaborativo e participativo.  
Segundo o autor, tais mudanças, além de interferir diretamente nas relações sociais, que são intensificadas, ressignificam a concepção que se tinha sobre autoria, a qual passa a ser menos importante ou mesmo apagada, visto que o que está em evidência são as ações conjuntas, a colaboração.

## A leitura de hipertextos: múltiplas fontes
Segundo Coscarelli (2014), é fundamental que os leitores desenvolvam e organizem as suas habilidades em funções específicas tais como conseguir localizar, avaliar, sintetizar, monitorar e visualizar elementos em um texto por meio da leitura e da compreensão. Nesse caso, estar preparado para ser um leitor de hipertextos, significa estar atento e disposto a produzir sentidos e estabelecer leituras em formato de rede, integrando e interagindo com diferentes unidades de sentidos. O debate a respeito do desenvolvimento da leitura de múltiplas fontes deve, sobretudo, ser uma preocupação dos profissionais da educação, que devem se informar e buscar maneiras concretas e instigantes para despertar o interesse dos alunos e fazer com que eles se tornem leitores exemplares de hipertextos no ambiente digital.
No que se refere aos professores, é esperado que eles sejam habilidosos leitores de múltiplas fontes para estarem qualificados a compartilhar experiências com os estudantes, é interessante também que os profissionais do ensino criem e articulem textos em ambiente digital, para conseguirem, por meio da experiência enquanto autores, aprimorarem suas próprias habilidades enquanto leitores e instigar a imaginação e o entusiasmo dos estudantes pela leitura. Como habilidades específicas, os professores devem estar capacitados para articularem as informações de diversos textos lidos, reconhecerem a procedência e validade dos textos encontrados no ambiente digital e desenvolver reflexões pertinentes que envolvam os textos lidos de forma coerente.

Abordar o tema da formação de leitores de hipertexto de múltiplas fontes significa desenvolver estratégias de articulação e integração textual, possibilitando dinamizar a leitura tradicional e despertar a curiosidade do leitor. Nesse caso, espera-se que o indivíduo esteja disposto a interagir de forma a produzir sentidos entre textos de diferentes gêneros.